# Теорема Мура — Пенроуза о псевдообратной матрице
Теорема Мура — Пенроуза о псевдообратной матрице — утверждение о существовании единственной псевдообратной матрицы для любой матрицы. Доказано независимо Элиакимом Муром в 1920 году и Роджером Пенроузом в 1955 году.
Доказательство утверждения содержит конструктивную процедуру получения такой матрицы. Так, если для данной матрицы {\displaystyle A} её ранг {\displaystyle {\rm {rank}}A=r}, то {\displaystyle A} можно представить в виде произведения матриц {\displaystyle C} и {\displaystyle D} размера {\displaystyle m\times r} и {\displaystyle r\times n} соответственно, при этом {\displaystyle ImA=ImC} и {\displaystyle ImA^{*}=ImD^{*}}. Очевидно,[уточнить] что матрицы {\displaystyle C^{*}C} и {\displaystyle DD^{*}} — невырожденные. Положив {\displaystyle X=D^{*}(DD^{*})^{-1}(C^{*}C)^{-1}C^{*}}, имеет место {\displaystyle AX=C(C^{*}C)^{-1}C^{*}} и {\displaystyle XA=D^{*}(DD^{*})^{-1}D}, то есть матрицы {\displaystyle AX} и {\displaystyle XA} являются эрмитовыми проекторами на {\displaystyle ImC=ImA} и {\displaystyle ImD^{*}=ImA^{*}} соответственно. Следовательно, {\displaystyle X} — псевдообратная матрица для матрицы {\displaystyle A}. Единственность построенной таким образом матрицы показывается следующим образом: если {\displaystyle X_{1}} и {\displaystyle X_{2}} — псевдообратные матрицы для матрицы {\displaystyle A}, то {\displaystyle AX_{1}} и {\displaystyle AX_{2}} — эрмитовы проекторы на {\displaystyle ImA}, поэтому {\displaystyle AX_{1}=AX_{2}}; аналогично, {\displaystyle X_{1}A=X_{2}A}, и следовательно {\displaystyle X_{1}=X_{1}(AX_{2})=(X_{1}A)X_{2}=X_{2}AX_{2}=X_{2}}.